# Heerlijkheid Bleiswijk
De heerlijkheid Bleiswijk was een heerlijkheid in Holland. 
Deze werd reeds in het jaar 1200 als zodanig bezeten door Jacob, zoon van Jacob, burggraaf van Leiden. In het jaar 1558 verkocht Filips II, koning van Spanje, haar aan Joost van Bronckhorst.
De geschiedenis van de heerlijkheid Bleiswijk begint met heer Aleweyn, heer van Rijnland, burggraaf van Leiden (overleden ca. 1121) uit het geslacht Wassenaer. Aleweyn had drie zonen.

## Huis Bronckhorst
- Joost van Bronckhorst-Bleiswijk heer van Bleiswijk 1558-1564, zoon van Willem van Bronckhorst en Ewoud Laurensdr. van Moermont.

- Gijsbert van Bronckhorst heer van Bleiswijk 1564-1566 was een zoon van Joost van Bronckhorst-Bleiswijk en Ida Ruychrocks[1].

- Nicolaas van Bronckhorst heer van Bleiswijk 1566-1567 was een zoon van Joost van Bronckhorst-Bleiswijk en Ida Ruychrocks[2].

- Laurens van Bronckhorst ridder, heer van Bleiswijk 1567-1582 en Werkendam was een zoon van Joost van Bronckhorst-Bleiswijk en Ida Ruychrocks[3]. 
Na het overlijden in 1567 van zijn broer Nicolaas[2] erft Laurens de heerlijkheid. Waarschijnlijk door geldgebrek verkocht hij de heerlijkheid van Bleiswijk op 1 maart 1582 aan Rotterdam.

## Wapen van Bleiswijk in 1841

Wapen van Bleiswijk 1841

In 1841 bestaat het wapen van Bleiswijk in:
een schild van goud, in het midden, van onderen naar boven, doorsneden; de regter helft is weder met eenen balk en dus in twee kwartieren verdeeld; het bovenste dezer kwartieren pronkt met zeven ruiten van keel, staande drie boven, één in het midden en drie onder; bet onderste kwartier is beladen met drie zoogenaamde donderklooten van sabel, twee en een geplaatst; op de linkerzijde van het doorsneden schild ziet men eenen dubbelden arend van sabel, gedekt met eene geparelde hertoglijke kroon.